# Otto Wilhelm von Fersen

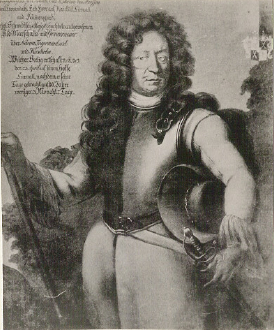
Otto Wilhelm von Fersen

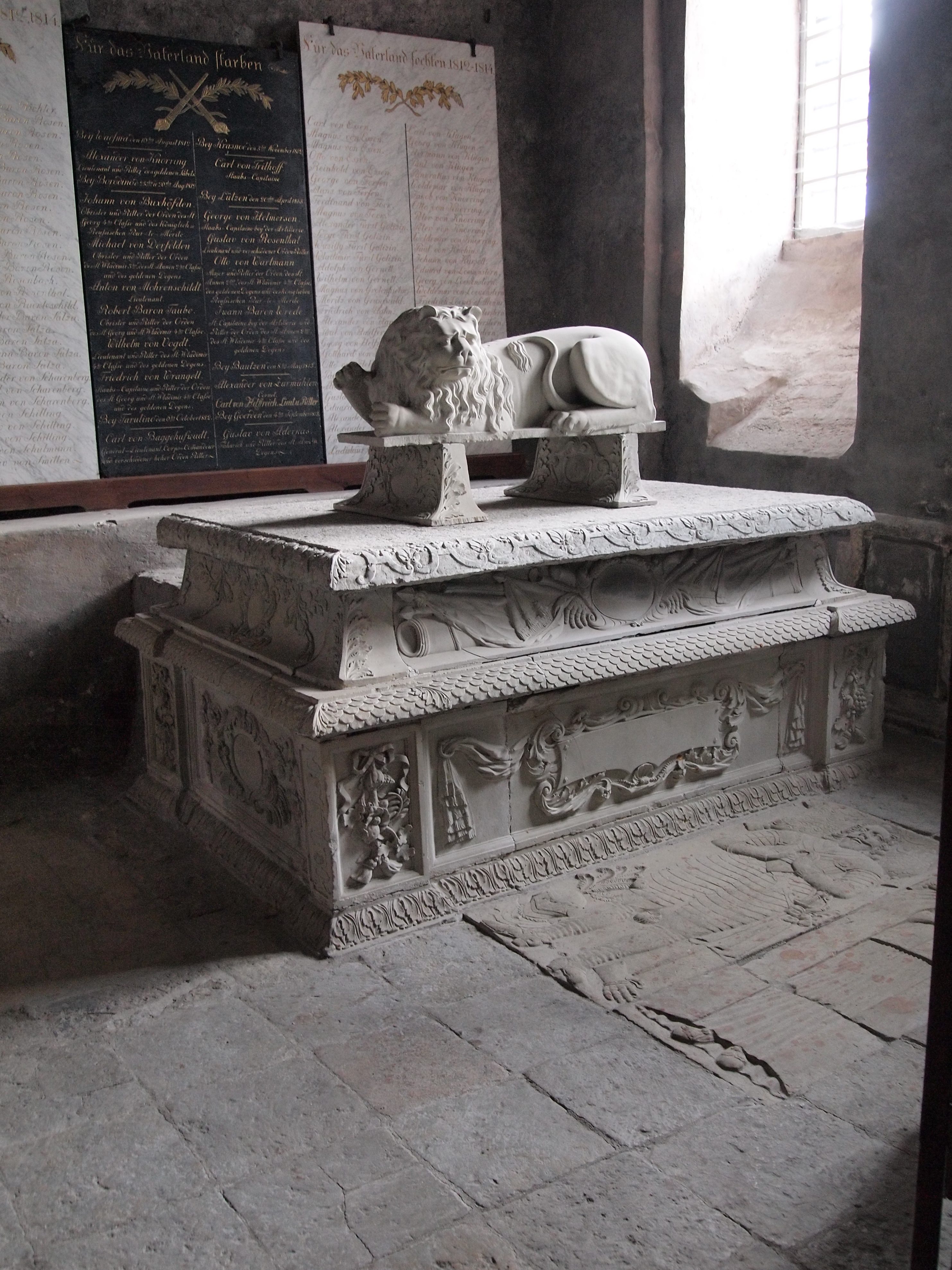
Otto Wilhelm von Fersens Grabmonument im Dom zu Reval

Otto Wilhelm von Fersen, auch von Versen, (* 1623 in Reval; † 23. April 1703 auf Kurnal bei Reval) war ein schwedischer Feldmarschall.

## Leben
Fersen entstammte dem deutsch-baltischen Adelsgeschlecht von Fersen. Seine Eltern waren der estländische Erbherr auf Rayküll, Hermann von Fersen († nach 1630) und dessen Gemahlin Margarethe, geborene von Anrep aus dem Hause Haehl, Tochter des schwedischen Feldmarschalls Reinhold Anrep († 1602).
Seine Laufbahn begann Fersen 1642 als Hofjunker, trat 1643 als Kornett in die schwedische Armee ein und nahm am Torstenssonkrieg und dem Dreißigjährigen Krieg teil. Danach stand er kurzzeitig in französischen Diensten, kehrte aber 1654 als Kammerherr in schwedische Dienste zurück. Hier avancierte er 1655 zum Oberstleutnant in der Leibgarde sowie 1657 zum Oberst. Gemeinsam mit seinem Vetter Fabian von Fersen kämpfte er mit Auszeichnung im Zweiten Nordischen Krieg auf schwedischer Seite gegen Dänemark und Polen.
Im Jahr 1660, nach dem Frieden von Oliva, verließ er die schwedische Armee und widmete sich der Bewirtschaftung seiner Güter. Bald wurde er in Schwedisch-Estland zum Landrat gewählt und war als solcher auch Mitglied des dortigen Obersten Gerichtshofes. Als er 1672 von der Estländischen Ritterschaft nach Stockholm gesandt wurde, ließ er sich dort zum erneuten Eintritt in die Armee überreden. Er wurde 1672 Generalmajor, 1674 dann Generalleutnant der finnländischen Kavallerie. 1674 wurde er gemeinsam mit seinem Bruder und zwei Vettern als Freiherr von Cronendahl in den schwedischen Freiherrnstand gehoben. 1676 in der Schlacht bei Lund wurde er schwer verwundet und geriet in dänische Gefangenschaft, wurde aber bald ausgetauscht, um 1678 an den schwedischen Kampagnen in Preußen teilzunehmen.
Nach Ende der Kämpfe zog sich Fersen für über zehn Jahre auf seine Güter zurück. 1691 wurde er zum Generalgouverneur von Narwa, Schwedisch-Ingermanland und Kexholms län berufen. 1693 wurde er zum Feldmarschall ernannt. 1698 nahm er, nun endgültig, seinen Abschied aus dem schwedischen Staatsdienst.
Er starb 1703 auf seinem Gut Kurnal bei Reval und wurde im Dom zu Reval bestattet.

## Familie
Otto Wilhelm von Fersen heiratete 1669 Gertrud von Uexküll, mit der er fünf Töchter hatte, von denen ihn vier überlebten:
1. Margarethe Elisabeth von Fersen (1669–1710) ⚭ 1691 Heinrich von Bistram (1667–1724), schwedischer Oberstleutnant;
2. Gertrude Wilhelmine von Fersen (1670–1727) ⚭ Johann Gustav von der Osten-Sacken (1667–1717), schwedischer Oberstleutnant;
3. Juliane Helene von Fersen (1673–1755), ⚭ (1) 1691 Jürgen Johann von Wrangel (1657–1709), blieb vor Poltawa, ⚭ (2) 1719 Johann Heinrich von Schlippenbach (1679–1748), schwedischer Oberstleutnant;
4. Christina Eleonore von Fersen (1679–1704) ⚭ 1702 Otto Fabian von Wrangell (1655–1726), estländischer Ritterschaftshauptmann, Landrat und Historiker.